# Pseudolycopodiella carnosa
Pseudolycopodiella carnosa är en lummerväxtart som först beskrevs av Silveira, och fick sitt nu gällande namn av Josef Holub. Pseudolycopodiella carnosa ingår i släktet Pseudolycopodiella och familjen lummerväxter. Inga underarter finns listade i Catalogue of Life.